# Modul (építészet)
A modul (latin modulus, görög ἐμβάτης) az antik építészetben használt arányegység. Lényege, hogy az abszolút értelemben vett méretektől függetlenül lehet vele meghatározni egy-egy épület vagy építészeti rendszer részeinek egymáshoz viszonyított méreteit. Általában egy modul egyenlő az oszlopok legalul mért átmérőjével, dór oszloprend esetén ennek felével: itt egy modul a triglif szélessége, ami egyenlő az oszlop legalul mért sugarával.
A modul fogalmát az újabb kori építészet a Kr. e. 1. században élt Vitruvius Tíz könyv az építészetről című műve nyomán használja.